# Casa Lindstrom
La Casa Lindstrom  es una casa histórica ubicada en San Diego, California. La Casa Lindstrom se encuentra inscrita  en el Registro Nacional de Lugares Históricos desde el 13 de febrero de 2001. Clifford Magee fue el arquitecto quién diseñó la Casa Lindstrom.

## Ubicación
La Casa Lindstrom se encuentra dentro del condado de San Diego en las coordenadas 32°45′51″N 117°05′54″O / 32.764167, -117.098333.